# Избице
Избице је насељено место града Новог Пазара у Рашком округу. Према попису из 1914. године Избице је имало 236 становника, припадало је општини Рајетиће, срезу Дежевском, округу Рашком. По службеним подацима и попису из 1946. године, село Избице је имало 959 становника, а обухватало је следеће засеоке: Избице 315, Хотково 115, Пљевљани 155, Осоје 146, Педеље 73 и Нетврђе 155 становника.
Према попису из 2022. било је 1886 становника.

### Географија
Село Избице се налази источно од Новог Пазара, са обе стране главног сеоског пута и Избичке реке. Сеоско подручје се простире између Новопазарске бање, Хоткова, Пљевљана, Нетврђа, Драгунца и Брестова. Село је разбијеног типа, мада су неке куће у групама на мањем простору, у засеоцима: Клече, Мокрица, Златаревина, Горње и Доње Избице. Средња надморска висина села је 550 метара, а удаљеност од Новог Пазара је 5 километара. Према Брестову је брдо Велики Дебељак (924 м), Мали Дебељак (723 м) према Бањи, Прлови (712 м) према Пљевљанима и Нетврђу (597 м). Мањи рељефни облици су: Локва, Ћиров до и Јагњило, у чијој близини се налази раван Округлица, усеци Бећов, Добрин, Рујски поток и Жлијеб.
Кроз село протиче Избичка река у дужини од 15 км. Извире на врху Меденовца, на 1217 метара надморске висине, са извора званог Хајдучка чесма, а чине је још два мања водотока. Она тече од југа ка северу, примајући успут неколико мањих потока: Бећов поток који тече од Клековака, Добрин поток који тече од Лаза испод Кршева, Рујски поток из Жежнице и Жлијеб, који тече од Ледине. Код Бање Избичка река прима Брестовачки поток а онда се улива у Рашку. Вода Избичке реке служи за наводњавање имања, што лети доводи до опадања водостаја а за време сушних периода река пресуши. На Избичкој реци је радило више воденица: Рајка Филиповића, Чедомира Јеремића (изграђена 1912), Константина Костића из 1935, Јездимира Радановића из 1919. године. Временом су ове воденице престале да раде. Мештани Избица су на темељима старе воденице Чедомира Јеремића 1996. године изградили нову сеоску воденицу, једну од најбољих у новопазарској општини.
На великим површинама простиру се ливаде: Башчевине, Чалије, Становиште, Златаревина, Велика ливада, Мирова и Радова ливада и Пашина ливада. На ливадским површинама налази се неколико периодичних језера, која мештани називају блата, Округлице у ливади Локве (обрасло шеваром) и Васов до према Нетврђу.
Уз помоћ групе мештана 19. и 20. јуна 1995. године извршено је ископавање на локалитету средишта гробља Црквине и после краћег откопавања указали су се темељи цркве која је ту постојала. Димензије цркве су 7,6 са 3,5 метара, и утврђено је да потиче с краја 16. или с почетка 17. века. У том периоду становници Избица и других села новопазарског краја су се масовно исељавали, тако да цркву није имао ко да одржава па је она оронула и пропала.

### Име села
Постоји неколико тумачења како је село добило име. По једном тумачењу, село је добило име по томе што се у основи села налази реч ИЗБА, што значи доња соба или доња кућа. Ово тумачење би одговарало изгледу кућа у селу које су изграђене на долинским странама реке, тако да су неке са избама. По другој верзији Избице је добило име по рударској терминологији. Наиме, на овом подручју, од антике па до касног средњег века, била је снажно развијена рударска активност, која је у турском периоду била обухваћена нахијом Жежна. Радници који су прихватали руду и чистили је (бирали) називали су се ИЗБИРАЛЦИ. Могуће да ови избиралци нису чистили само руду са Меденовца, већ и ону са локалитета на десној страни Избичке реке. Могуће је да је село добило име баш по овој рударској терминологији, а не по термину речи изба.

## Демографија
| Година       | 1948 | 1953 | 1961 | 1971 | 1981 | 1991 | 2002 | 2011 |
| ------------ | ---- | ---- | ---- | ---- | ---- | ---- | ---- | ---- |
| Становништво | 738  | 804  | 927  | 979  | 1256 | 1676 | 1949 | 1596 |

| Етнички састав према попису из 2002.‍ | Етнички састав према попису из 2002.‍ | Етнички састав према попису из 2002.‍ | Етнички састав према попису из 2002.‍ | Етнички састав према попису из 2002.‍ |
| ------------------------------------ | ------------------------------------ | ------------------------------------ | ------------------------------------ | ------------------------------------ |
|                                      |                                      |                                      |                                      |                                      |
| Бошњаци                              | Бошњаци                              |                                      | 941                                  | 48,28%                               |
| Срби                                 | Срби                                 |                                      | 739                                  | 37,91%                               |
| Муслимани                            | Муслимани                            |                                      | 222                                  | 11,39%                               |
| Југословени                          | Југословени                          |                                      | 22                                   | 1,12%                                |
| Роми                                 | Роми                                 |                                      | 12                                   | 0,61%                                |
| Црногорци                            | Црногорци                            |                                      | 4                                    | 0,20%                                |
| непознато                            | непознато                            |                                      | 7                                    | 0,35%                                |

| Година пописа     | 1948. | 1953. | 1961. | 1971. | 1981. | 1991. | 2002. |
| ----------------- | ----- | ----- | ----- | ----- | ----- | ----- | ----- |
| Број домаћинстава | 117   | 122   | 158   | 192   | 274   | 365   | 464   |

| Број чланова      | 1  | 2  | 3  | 4  | 5  | 6  | 7  | 8 | 9 | 10 и више | Просек |
| ----------------- | -- | -- | -- | -- | -- | -- | -- | - | - | --------- | ------ |
| Број домаћинстава | 53 | 55 | 60 | 93 | 94 | 59 | 26 | 8 | 8 | 8         | 4,20   |

| Пол    | Укупно | Неожењен/Неудата | Ожењен/Удата | Удовац/Удовица | Разведен/Разведена | Непознато |
| ------ | ------ | ---------------- | ------------ | -------------- | ------------------ | --------- |
| Мушки  | 738    | 252              | 445          | 32             | 3                  | 6         |
| Женски | 730    | 172              | 464          | 79             | 11                 | 4         |
| УКУПНО | 1.468  | 424              | 909          | 111            | 14                 | 10        |

| Пол    | Укупно                    | Пољопривреда, лов и шумарство | Рибарство                            | Вађење руде и камена | Прерађивачка индустрија       |
| ------ | ------------------------- | ----------------------------- | ------------------------------------ | -------------------- | ----------------------------- |
| Мушки  | 340                       | 49                            | 1                                    | 6                    | 111                           |
| Женски | 197                       | 57                            | 0                                    | 0                    | 82                            |
| УКУПНО | 537                       | 106                           | 1                                    | 6                    | 193                           |
| Пол    | Производња и снабдевање   | Грађевинарство                | Трговина                             | Хотели и ресторани   | Саобраћај, складиштење и везе |
| Мушки  | 10                        | 24                            | 26                                   | 10                   | 24                            |
| Женски | 1                         | 2                             | 11                                   | 2                    | 1                             |
| УКУПНО | 11                        | 26                            | 37                                   | 12                   | 25                            |
| Пол    | Финансијско посредовање   | Некретнине                    | Државна управа и одбрана             | Образовање           | Здравствени и социјални рад   |
| Мушки  | 0                         | 4                             | 21                                   | 15                   | 7                             |
| Женски | 1                         | 3                             | 1                                    | 8                    | 17                            |
| УКУПНО | 1                         | 7                             | 22                                   | 23                   | 24                            |
| Пол    | Остале услужне активности | Приватна домаћинства          | Екстериторијалне организације и тела | Непознато            | Непознато                     |
| Мушки  | 13                        | 0                             | 0                                    | 19                   | 19                            |
| Женски | 2                         | 0                             | 0                                    | 9                    | 9                             |
| УКУПНО | 15                        | 0                             | 0                                    | 28                   | 28                            |